# 7. корпус АРБиХ
7. корпус АРБиХ је био један од седам корпуса који су дјеловали у саставу Армије Републике Босне и Херцеговине током рата у Босни и Херцеговини. Основан је 7. априла 1994. са сједиштем у Травнику. Командант корпуса за све вријеме његовог постојања био је Мехмед Алагић.

## Команда
Команда 7. корпуса била је у Травнику и састојала се од:
- Командант: Бригадир Мехмед Алагић
- Замјеник команданта: пуковник Фикрет Ћускић
- Начелник кабинета: Кадир Јусић
- Помоћник за обезбјеђење: пуковник Рамиз Дугалић
- Помоћник за логистику: пуковник Абдулах Јелеч
- Финансијски асистент: Мајор Мустафа Шанта
- Начелник Одјељења за обуку: мајор Ремзија Шиљак

## Структура и организација
Како се формирање 7. корпуса одвијало у другачијим условима и околностима у поређењу са другим корпусима, процес формирања је био бржи и организованији. Корпус је формиран од бивших оперативних група из 3. корпуса: ОГ ''Босанска Крајина'' и ОГ ''Запад'' и њима придружених јединица. На дан формирања, корпус је чинило следеће јединице: Из оперативне групе ''Босанска Крајина'':
- 17. витешка крајишка брдска бригада
- 705. брдска бригада – Јајце;
- 706. брдска бригада са сједиштем у Травнику, Хан Била;
- 708. брдска бригада са сједиштем у Новом Травнику ;
- 712. брдска бригада са сједиштем у Травнику;
- 725. брдска бригада - Витез;
- 727. брдска бригада и
- 737. муслиманска брдска бригада

Следеће бригаде су се придружиле корпусу из оперативне групе „Запад“:
- 707. брдска бригада са сједиштем у Бугојну;
- 717. брдска бригада са сједиштем у Горњем Вакуфу
- 770. брдска бригада – Доњи Вакуф.

Нешто касније, корпусу ће се придружити и 733. брдска бригада из Бусоваче.